# 米纳斯圣山城
米纳斯圣山城是巴西米纳斯吉拉斯州的一个市镇。总面积590.896平方公里，总人口20133人，人口密度34.1人/平方公里。